# Mojvideo
Mojvideo je slovenska spletna platforma za nalaganje in predvajanje video vsebin, ki je bila ustanovljena novembra 2006.
Od 31.3.2023 portal mojvideo.com ne obstaja več. Ukinjen zaradi poslovnih razlogov.

### Lastništvo
Do 1. janurja 2018 je bila v lasti podjetja Popcom d.o.o., nato jo je prevzelo podjetje Mojvideo d.o.o..